# Бинг, Рудольф
Рудольф Франц Йозеф Бинг (нем. Rudolf Franz Joseph Bing, 9 января 1902, Вена — 3 сентября 1997, Нью-Йорк) — оперный импресарио. Работал в Германии, Великобритании, США. Генеральный менеджер Метрополитен-опера в 1950—1972 годах. Рыцарь-командор Ордена Британской империи (1971).

## Биография

### В Европе
Рудольф Бинг родился в Вене в 1902 году, был младшим ребёнком в семье с тремя детьми. Юношей обладал баритоном и учился пению. После окончания школы поступил на работу в концертное агентство и с 1921 года занимался организацией концертов, оперным и театральным кастингом. В 1928 году стал помощником нового интенданта театра Гессе в Дармштадте. До 1933 года работал в Берлине и Дармштадте. Эмигрировал в Великобританию после прихода к власти национал-социалистов. В 1935—1948 годах занимал пост генерального директора Фестивальной оперы в Глайндборне.
После войны был одним из основателей Эдинбургского международного фестиваля исполнительских искусств (1947) и в период с 1947 по 1949 — его директором.
Получив в 1946 году британское гражданство, Бинг оставался британским подданным и в период жизни в США.
За развитие англо-американских отношений Бинг был пожалован в рыцари ордена Британской империи (1971).

### Метрополитен-опера
Рудольф Бинг возглавил Метрополитен-опера в Нью-Йорке в 1950 году и занимал этот пост больше двух десятилетий, до 1972 года. Бинг был одним из самых влиятельных руководителей театра и крупным реформатором. В качестве генерального менеджера одного из известнейших оперных театров мира прославился требовательностью к качеству спектаклей. Не склонный потакать капризам звёзд, Бинг, тем не менее, вывел на сцену Метрополитен-опера крупнейших исполнителей своего времени. При нём дебютировали Тебальди, Сазерленд, Шварцкопф, Кабалье, Паваротти, Френи, Сьепи, Дель Монако, Гедда, Бергонци, Корелли. А его и последующий многолетний конфликт с Каллас широко освещались в прессе и мемуарах: в 1968 году Бинг получил прозвище «человек, который уволил Каллас».
Бинг активно выступил против расовой сегрегации, заявив, что Метрополитен-опера будет выступать только перед смешанным залом (1961). В период его руководства на сцене Метрополитен-опера впервые появились афроамериканцы Андерсон, Прайс, Грейс Бамбри, Ширли Верретт и другие.
В период руководства Бинга Метрополитен-опера переехала из старого здания на Бродвее в новое, просторное и отлично оснащённое помещение в Линкольн-центре на Манхэттене (1966).
Подход Бинга к созданию оперных спектаклей существенно отличался от того, как поступали его предшественники и большинство других театров, для своего времени это было новаторство. К созданию оперных спектаклей Бинг привлекал настоящих театральных режиссёров и художников, обеспечивал серьёзную музыкальную подготовку и постоянный состав исполнителей в течение всего сезона.
Бинг пришёл в театр, находившийся в застое, и превратил его в процветающий, едва ли не лучший оперный театр в мире. Метрополитен-опера проводила генерального менеджера грандиозным гала-концертом 22 апреля 1972 года в его честь.

## Последние годы
После выхода в отставку Бинг читал лекции в Бруклинском колледже, выпустил две книги мемуаров. Его жена, русская балерина Нина Шелемская-Шлесная, на которой Бинг заключил брак в 1928 году, умерла от инсульта в 1983. В 85-летнем возрасте Рудольф Бинг женился на 47-летней Кэррол Дуглас, подозревавшейся в брачных аферах; впоследствии брак был аннулирован. Последние годы жизни страдал болезнью Альцгеймера и жил в еврейском доме для престарелых в Бронксе.